# Aljaksandr Makas'
Aljaksandr Ivanavič Makas' (in bielorusso Аляксандр Іванавіч Макась?; Minsk, 8 ottobre 1991) è un calciatore bielorusso, attaccante del Minsk.

## Carriera

### Club
Ha giocato nella prima divisione bielorussa, in quella kazaka ed in quella lituana.

### Nazionale
Ha giocato nelle nazionali giovanili bielorusse Under-19, Under-20 ed Under-21.
Nel 2015 ha giocato una partita con la nazionale maggiore bielorussa.

## Palmarès

### Club

#### Competizioni nazionali
- Coppa di Bielorussia: 1

Minsk: 2012-2013